# La casa della moschea
La casa della moschea (Het huis van de moskee) è un romanzo in lingua neerlandese dell'autore iraniano naturalizzato olandese Kader Abdolah, pubblicato nel 2005 nei Paesi Bassi. 

## Trama
Il romanzo narra la vita di una famiglia iraniana a partire dal 1969, durante il regime dello scià Mohammad Reza Pahlavi, la rivoluzione del 1979 e l'insediamento del governo stabilito da Khomeini e termina dopo la morte di Khomeini. La storia è una "narrazione [con un'aura] semileggendaria [...] che porta elementi fantastici sulla falsariga dei tappeti volanti" per bilanciare gli orribili eventi che i protagonisti si trovano ad affrontare a mano a mano che la rivoluzione si svolge.
La maggior parte degli eventi hanno luogo in una grande casa di 36 stanze adiacente alla moschea del venerdì di Senjan, a tre ore di treno da Qom, una versione letteraria della città, ora parte di Arak in Iran, nella quale Kader Abdolah è nato e cresciuto, in una casa simile a quella descritta. Quando presenta reali eventi storici, molti nomi di persone e di luoghi sono stati modificati, tanto che il romanzo non pretende di essere una descrizione accurata della situazione storica. Il personaggio principale è Aga Jan ("Caro signore", un titolo spesso dato al capofamiglia maschile in Iran). Shahbal, il figlio del suo cugino cieco che ricopre il ruolo di muezzin della moschea, impersona l'autore (Shahbal è detto il "narratore" della storia nello schema dei personaggi all'inizio del libro). Come Shahbal, Kader Abdolah era attivo nei movimenti politici clandestini di sinistra ai tempi dello scià e di Khomeini, e fuggì dall'Iran nel 1985 per stabilirsi nei Paesi Bassi, ma a differenza del personaggio, l'autore non ha ucciso nessuno, limitandosi a vendicare gli assassinii di suo fratello e sua sorella con la sua penna. Per esempio, prima di fuggire dall'Iran, Shahbal uccide Ghalghal, una versione letteraria dei "giudice boia" di Khomeini Sadegh Khalkhali, anche se il vero Khakhali morì di vecchiaia nel 2003.

## Temi principali
La casa della moschea esplora in primo luogo lo stile di vita di una tradizionale famiglia patriarcale iraniana e il suo approccio con i cambiamenti portati dall'occidentalizzazione dell'Iran fino al 1979, la rivoluzione e la successiva radicalizzazione. In aggiunta, il libro ritrae i contrasti tra i capi dei negozianti del bazar e il ruolo religioso degli imam, e tra i membri tradizionalisti della famiglia e quelli che, ammaliati dalle idee rivoluzionarie, non seguono più le vecchie regole della casa.

## Personaggi
- Aga Jan[5]: capo dei negozianti del bazar e capofamiglia, è un commerciante di tappeti.
- Faqri Sadat: moglie di Aga Jan.
- Javad: figlio di Aga Jan e Faqri Sadat. Frequenta l'università a Teheran e diventa un militante comunista. Per questo viene arrestato dopo la rivoluzione e condannato a morte da Ghalghal.
- Nasrin ed Ensi: figlie di Aga Jan e Faqri Sadat. Dopo il diploma si trasferiscono a Teheran, dove si sposano.
- Alsaberi: imam della moschea di Senjan, cugino di Aga Jan. È molto legato alla tradizione e per questo disapprova la modernizzazione dell'Iran promossa dal governo dello scià, pur non occupandosi di politica nei suoi sermoni.
- Zeynat: moglie di Alsaberi. Inizialmente è apprezzata dai suoi congiunti per la bravura nel raccontare storie. Successivamente si radicalizza e diventa capo della milizia per la tutela della morale dopo la rivoluzione, motivo per il quale sarà uccisa da oppositori del nuovo regime.
- Ahmad: figlio di Alsaberi e Zeynat. Al momento della morte del padre non ha ancora completato gli studi religiosi. Successivamente diventa il nuovo imam della moschea, riscotendo un certo successo, ma la passione per le donne e per l'oppio lo rende ricattabile dai servizi segreti dello scià. Per questo motivo, dopo la rivoluzione, viene destituito e imprigionato, Dopo il rilascio, diventa un agricoltore presso Hushang Khan, vecchio amico di Aga Jan.
- Seddiq: figlia maggiore di Alsaberi e Zinat.
- Ghalghal: imam, primo successore di Alsaberi alla guida della moschea; durante questo periodo sposa Seddiq, da cui si separa di fatto dopo essere stato costretto ad andarsene dopo aver promosso una protesta contro Farah Diba venuta in visita a Senjan. È uno stretto alleato dell'ayatollah Khomeini, e infine giudice islamico, nelle cui vesti condanna a morte Javad.
- Seyyed Mohammad, detto Lucertola: figlio di Seddiq e Ghalghal, con una deformità alla colonna vertebrale: deve il suo soprannome al suo modo di muoversi a quattro zampe. Muore in un attentato.
- Aga Shoja, detto Muezzin: il muezzin cieco della moschea, di professione vasaio; cugino di Aga Jan e Alsaberi.
- Shahbal: figlio del muezzin e figlio spirituale di Aga Jan. Frequentando l'università diventa membro di un movimento clandestino di sinistra, che si oppone anche al nuovo regime islamico. Alla fine deve scegliere l'esilio.
- Golebeh e Golbanu: le "nonne" che si occupano della casa, dove hanno vissuto per oltre quarant'anni. Il loro grande desiderio è di compiere il pellegrinaggio alla Mecca, che riescono a realizzare grazie alla generosità di Aga Jan e dove scompaiono.
- Nosrat: fratello più giovane di Aga Jan, che ha lasciato la casa per andare a vivere in città, dove diventa un fotografo e un cineoperatore. Diventa un collaboratore di Khomeini, ma viene poi fatto sparire per aver osato riprendere di nascosto in momenti privati l'ayatollah e sua moglie.
- Kazem Khan: poeta, zio di Aga Jan. Aveva rinunciato ad essere il capo della casa della moschea per il suo temperamento libero.
- Qodsi la pazza: parente di Aga Jan che frequenta saltuariamente la casa della moschea, e che lo mette in imbarazzo con i suoi bizzarri comportamenti.
- Am Ramazan: domestico di Aga Jan, che si occupa del giardino della casa. Dopo la rivoluzione diventa una guardia del nuovo regime.
- Janeshin: imam a cui viene affidata la moschea dopo la partenza di Ghalghal. Ha una relazione clandestina con Zeynat, nella forma del sighe[6]. Quando questa viene scoperta da Aga Jan, deve abbandonare la moschea.
- Hushang Khan: nobile persiano, vecchio amico di Aga Jan che vive in castello tra le montagne con le sue quattro mogli e la numerosa figliolanza. Dà sepoltura al corpo di Javad e fa lavorare Ahmad come agricoltore nelle sue proprietà.

## Edizioni
- (NL) Kader Abdolah, Het huis van de moskee, Breda, De Geus Focus, 2005, ISBN 9044509861.
- Kader Abdolah, La casa della moschea, collana Gli Iperborei, traduzione di Elisabetta Svaluto Moreolo, n. 163, Milano, Iperborea, 2008, ISBN 978-88-7091-163-3.
- Kader Abdolah, La casa della moschea, collana Boreali: la grande letteratura del nord, traduzione di Elisabetta Svaluto Moreolo, n. 11, Milano, Corriere della Sera, 2018.